# Frauen im Alten Rom

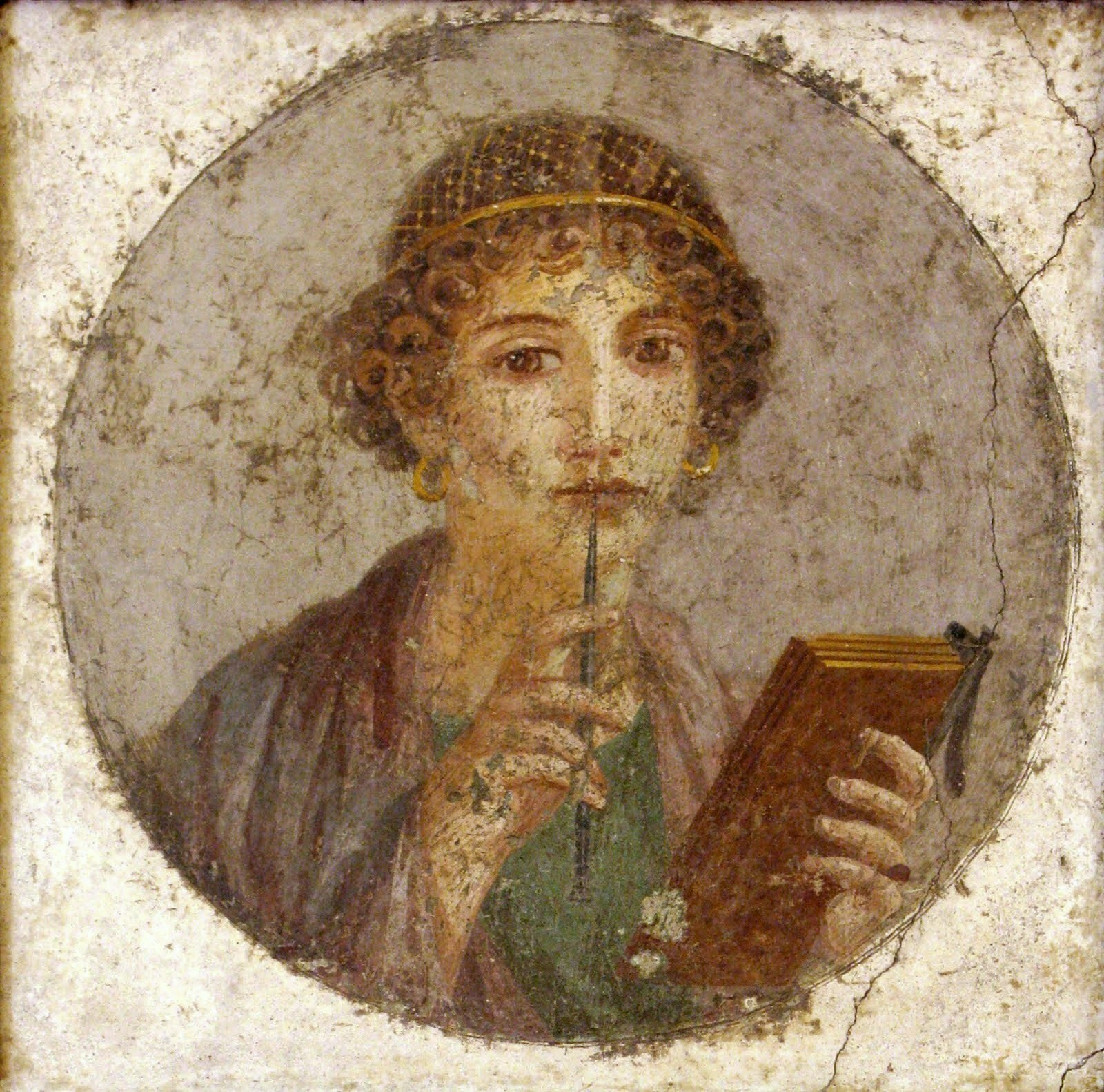
Römisches Mädchen (um 50 n. Chr.)

Die Stellung freigeborener Frauen im Alten Rom unterschied sich grundlegend von jener in anderen antiken Gesellschaften. Sie hatten mehr Möglichkeiten, am gesellschaftlichen Leben teilzuhaben. Denn ihr Leben fand nicht abseits der Öffentlichkeit statt, wie es beispielsweise im antiken Griechenland der Fall war. Viele Frauen im römischen Reich konnten ein recht unabhängiges Leben führen. Zwar waren Frauen nur eingeschränkt geschäftsfähig, doch unterschieden sie sich darin nicht von den meisten Männern. Anders als Männer besaßen Frauen jedoch keinerlei über ihre eigene Person hinausgehenden Rechte. Sie durften weder Vormund noch Bürge sein noch durften sie politische oder öffentliche Ämter bekleiden. Die Stellung einer Frau in der römischen Gesellschaft war zudem stark abhängig vom sozialen Rang ihrer Familie; Sklavinnen waren rechtlos.
Über Jahrhunderte behandelte die Geschichtswissenschaft beim Blick auf das Antike Rom nur die von Männern bestimmte Geschichte. Erst seit wenigen Jahrzehnten beschäftigt sich die Forschung auch gezielt mit der Rolle der Frauen in antiken Gesellschaften, seit der Frauengeschichte durch den Einfluss der Gender Studies wachsende Aufmerksamkeit geschenkt wird.
Wegen der schwierigen Quellenlage für die römische Frühzeit und der großen Veränderungen im sozialen und rechtlichen Bereich ab dem 3./4. nachchristlichen Jahrhundert, der Spätantike, behandelt dieser Artikel hauptsächlich die Lebenssituation der freien Frauen in Rom und Italien während der sogenannten „klassischen Antike“, der letzten beiden Jahrhunderte der Republik und der ersten beiden Jahrhunderte der Kaiserzeit.

## Quellenlage

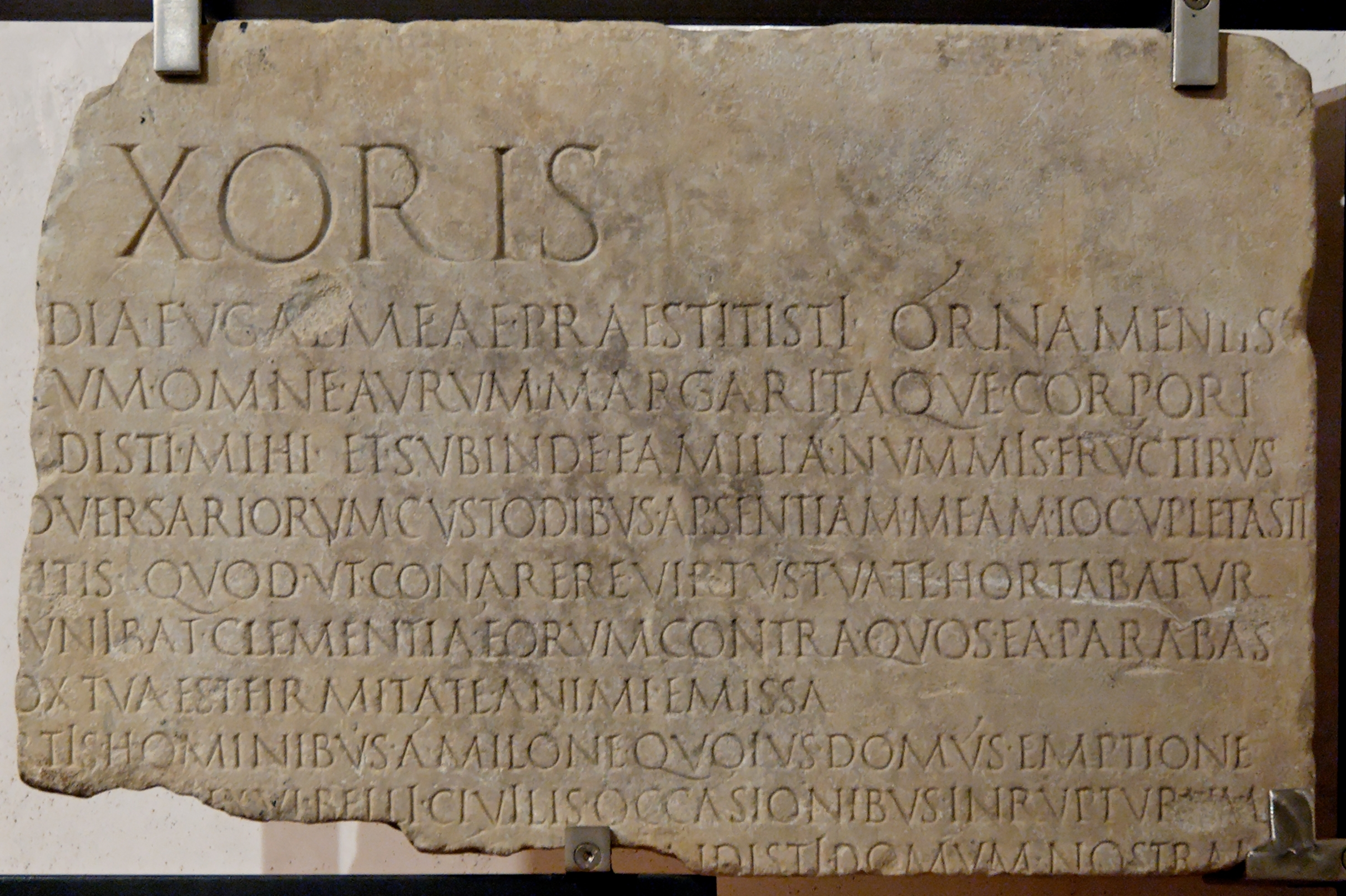
Die sogenannte Laudatio Turiae

### Hochzeit und Eherecht

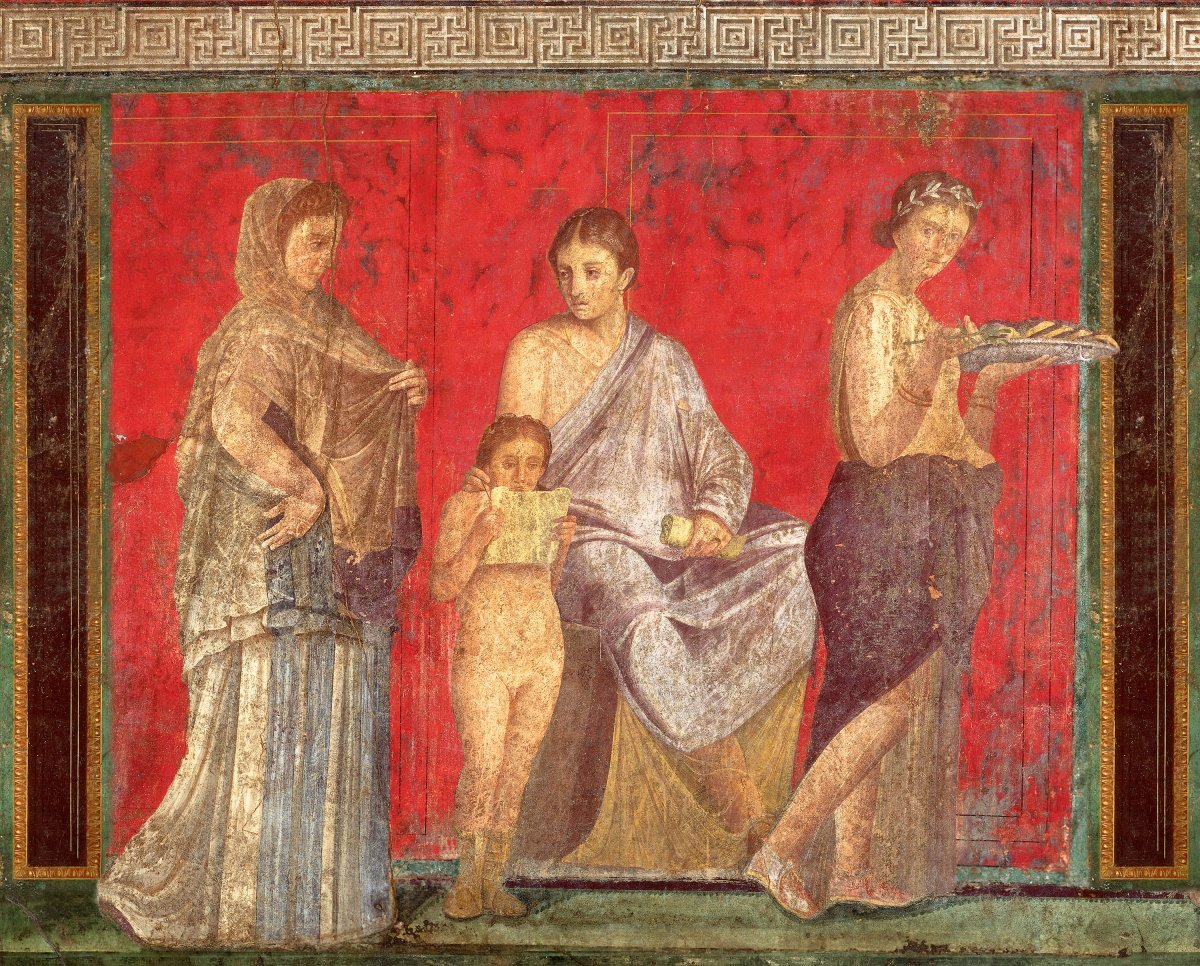
„Verlesung des Rituals der Brautmysterien“ (Pompeji, um 60 v. Chr.)

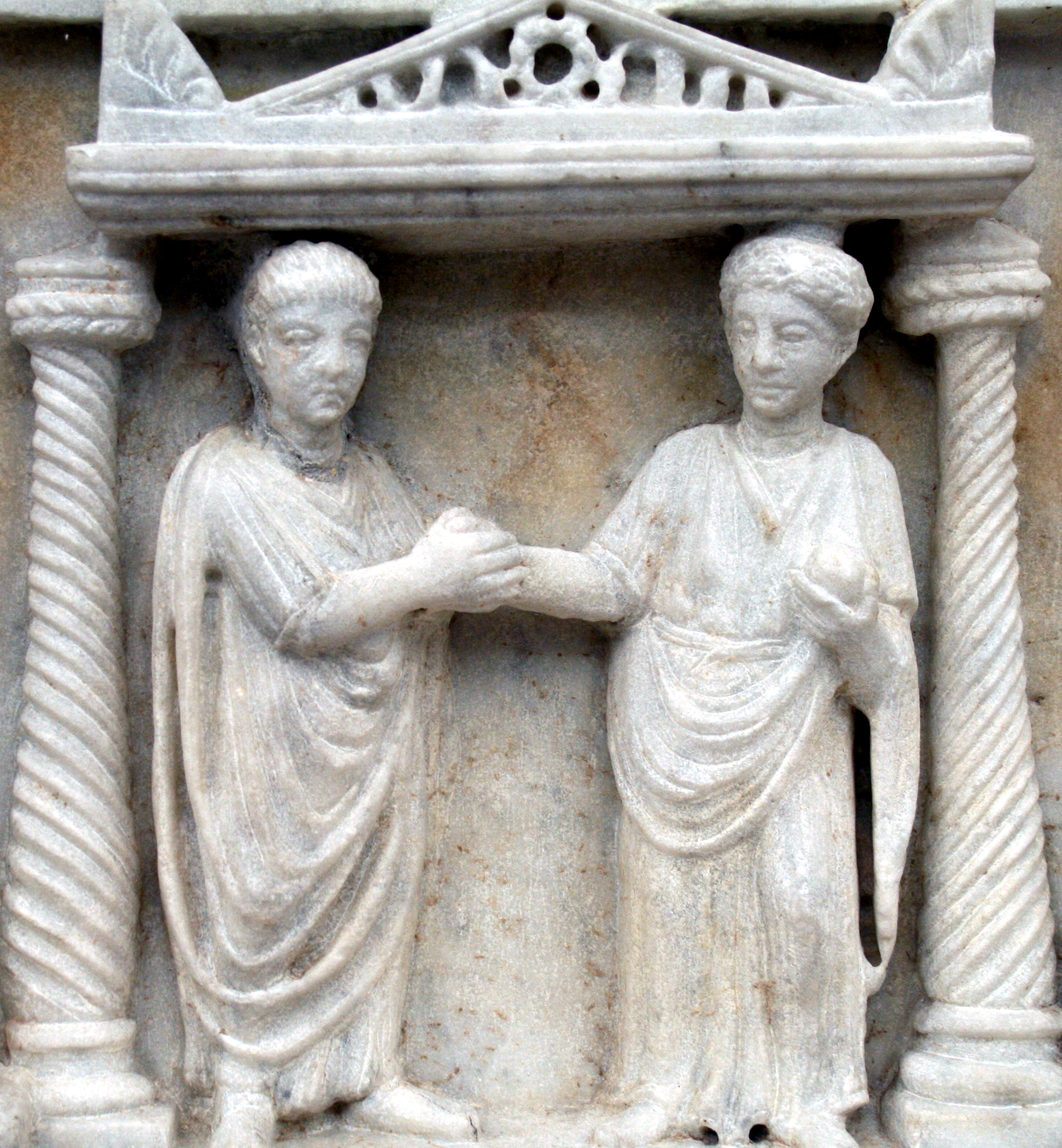
Darstellung der Eheschließung durch Verbindung der rechten Hände (dextrarum iunctio).

### Mater familias

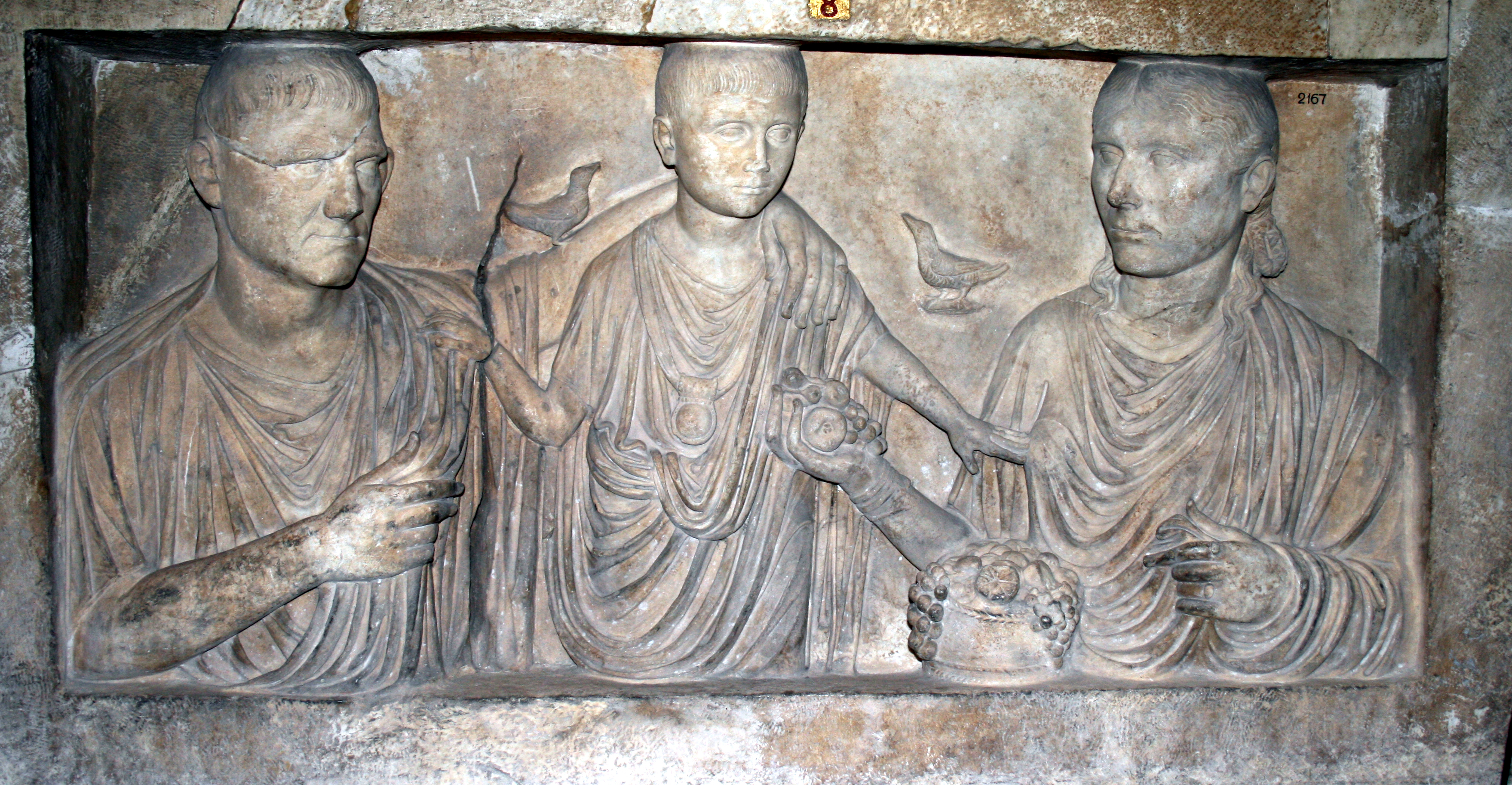
Römische Familie: der Vater ist deutlich älter als die Mutter, der Sohn trägt die bulla, das Amulett der freigeborenen Kinder

### Kindheit und Ausbildung

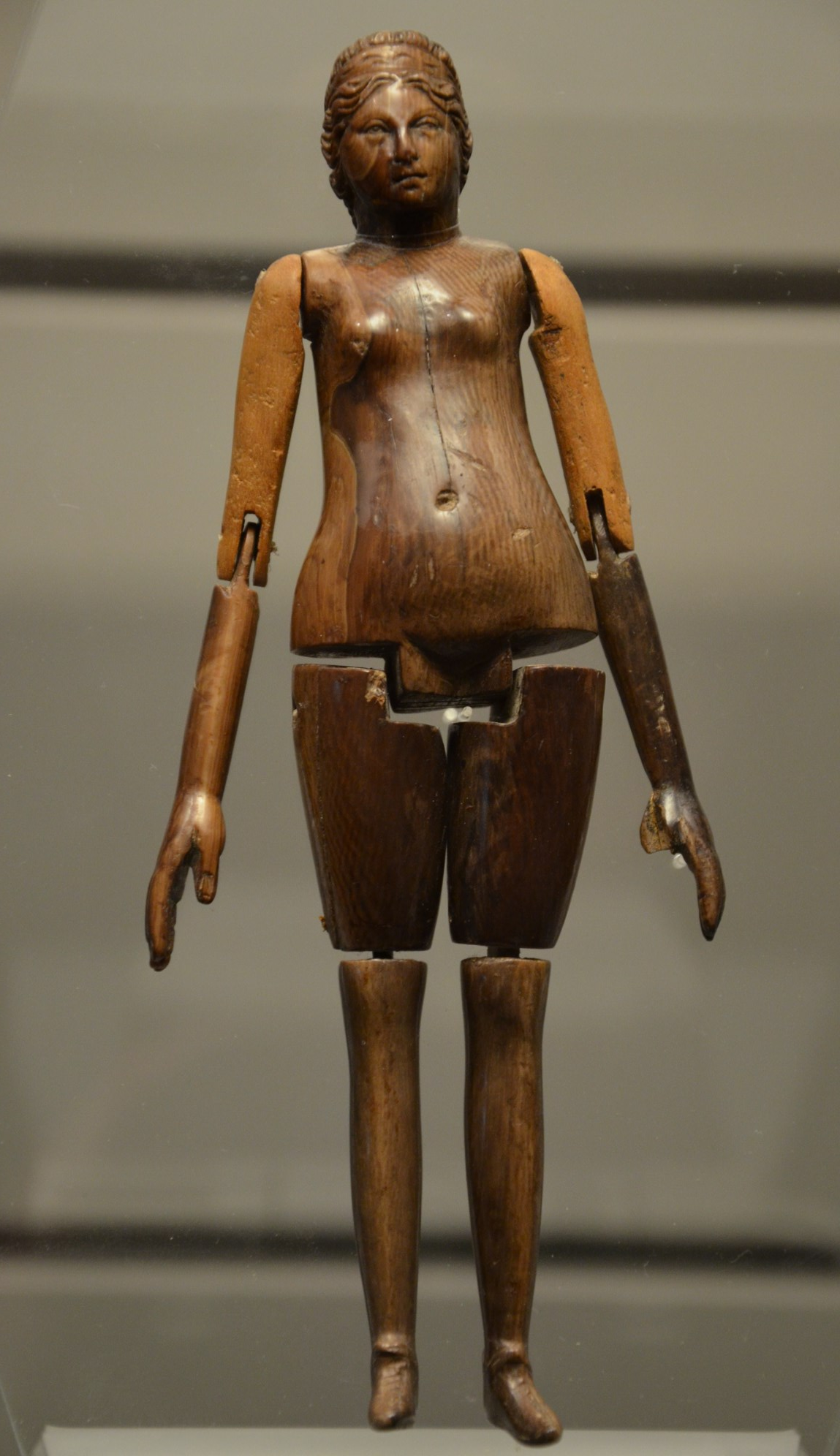
Gliederpuppe aus Elfenbein, Grabbeilage für ein etwa achtjähriges Mädchen (Mitte des 2. Jahrhunderts n. Chr.)

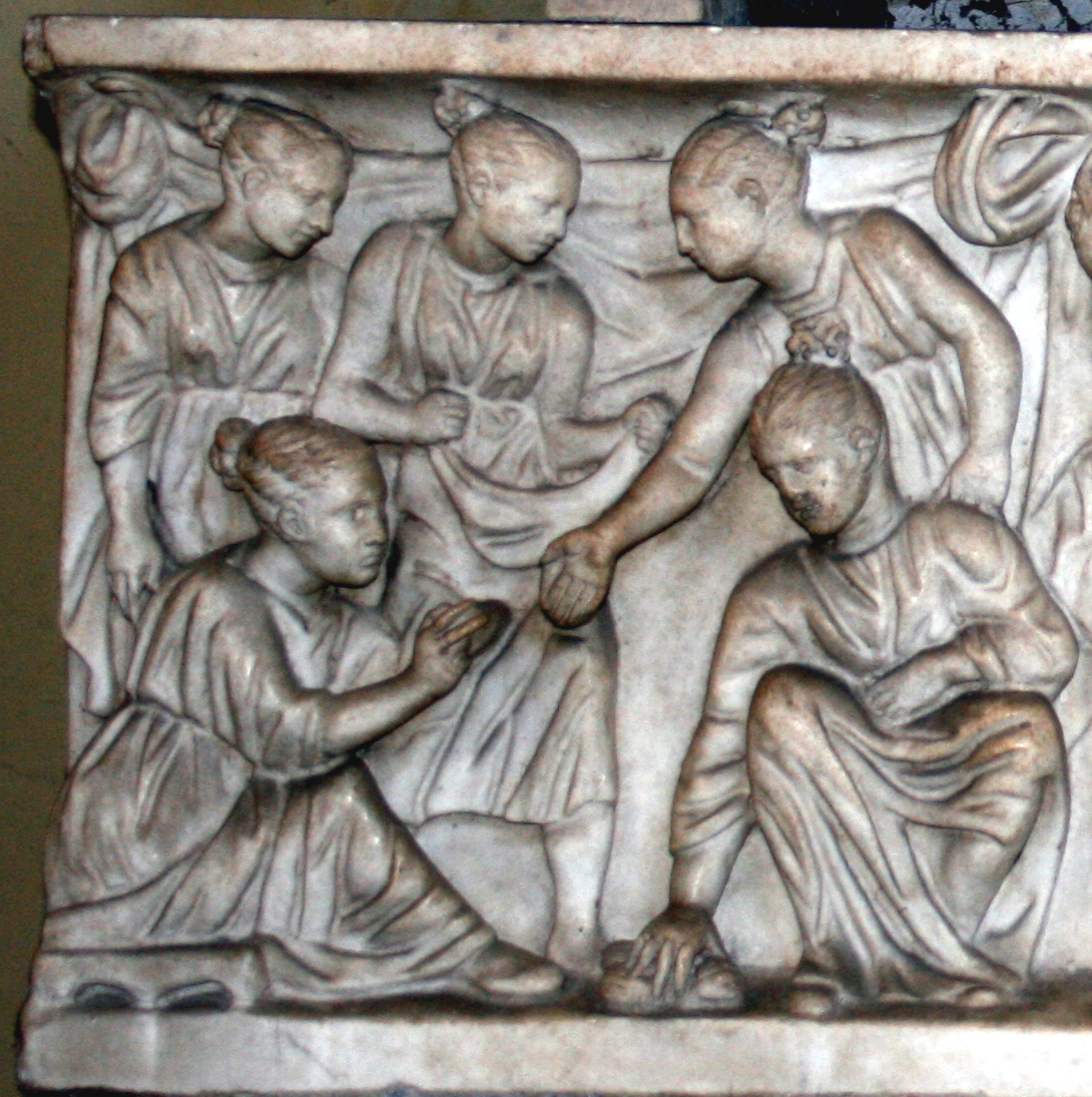
Mädchen spielen das Knöchelspiel

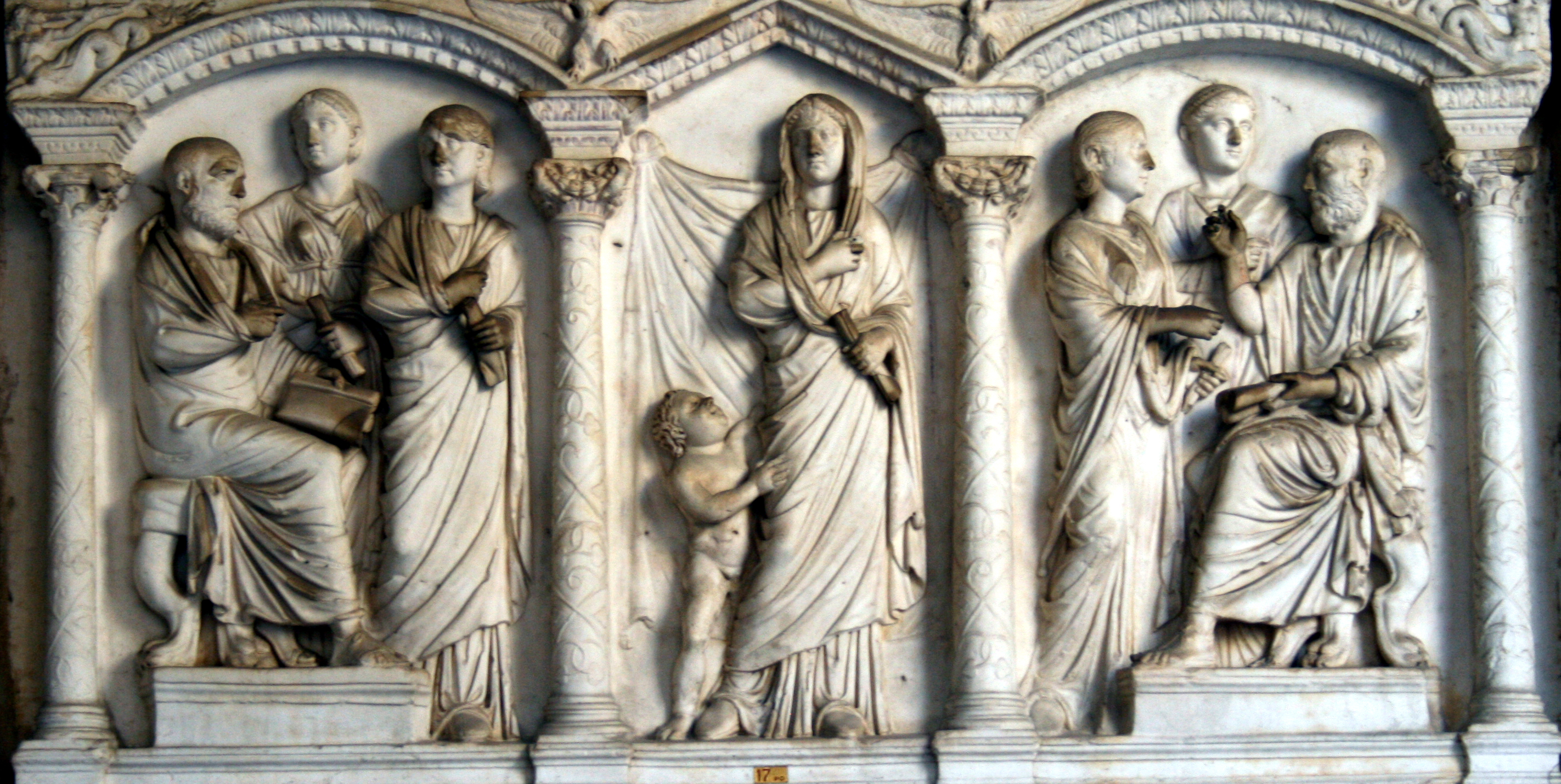
Frauen, die einem Philosophen lauschen – die „Inhaberin“ des Sarkophags ist gleichzeitig mit Schriftrolle und Kleinkind dargestellt (Vatikanische Museen)

### Ehe

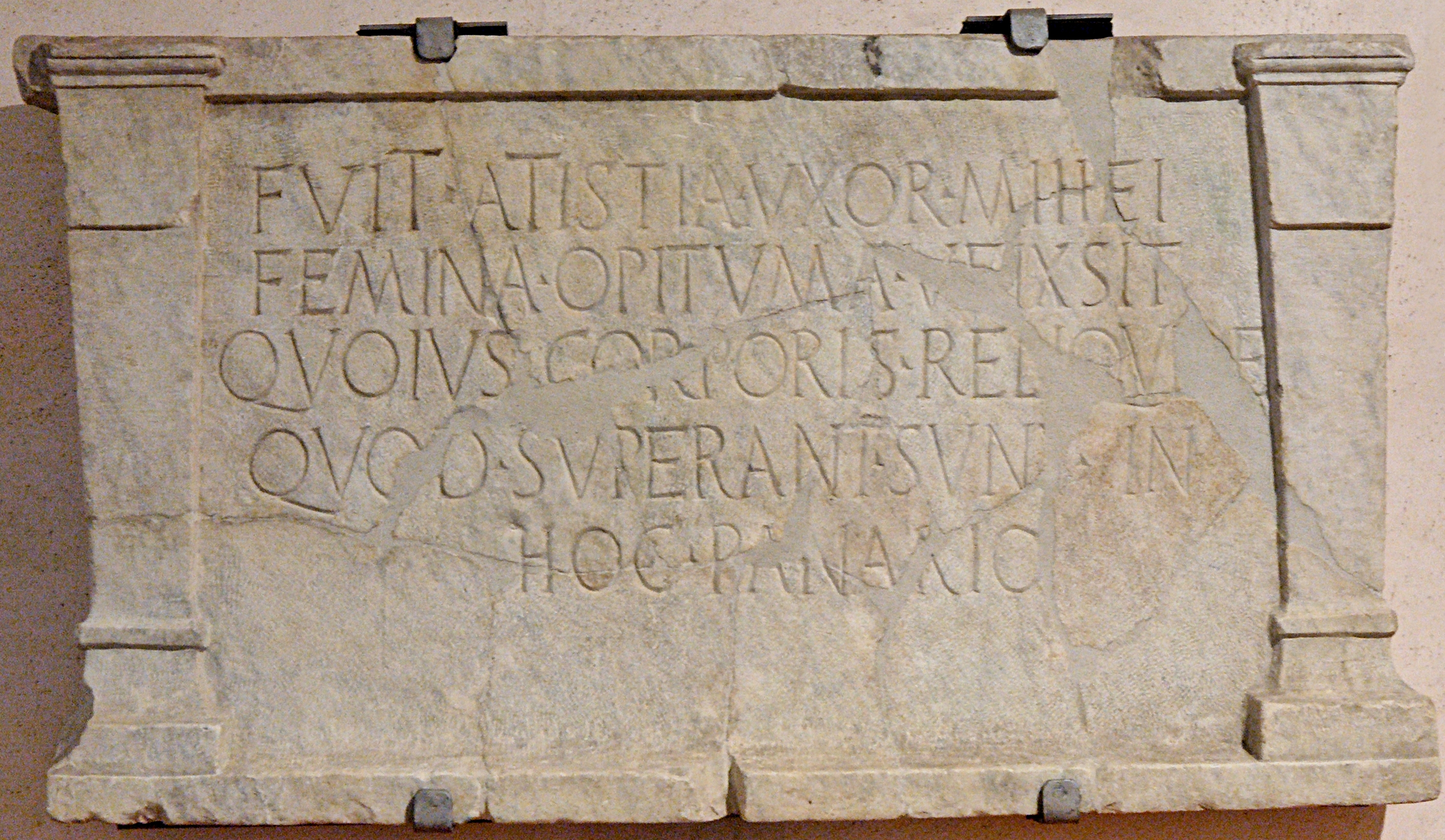
Dieser an der Porta Maggiore gefundene Grabstein verkündet: Atistia war meine Ehefrau, die allerbeste Frau …